# 강후이헝룽광장

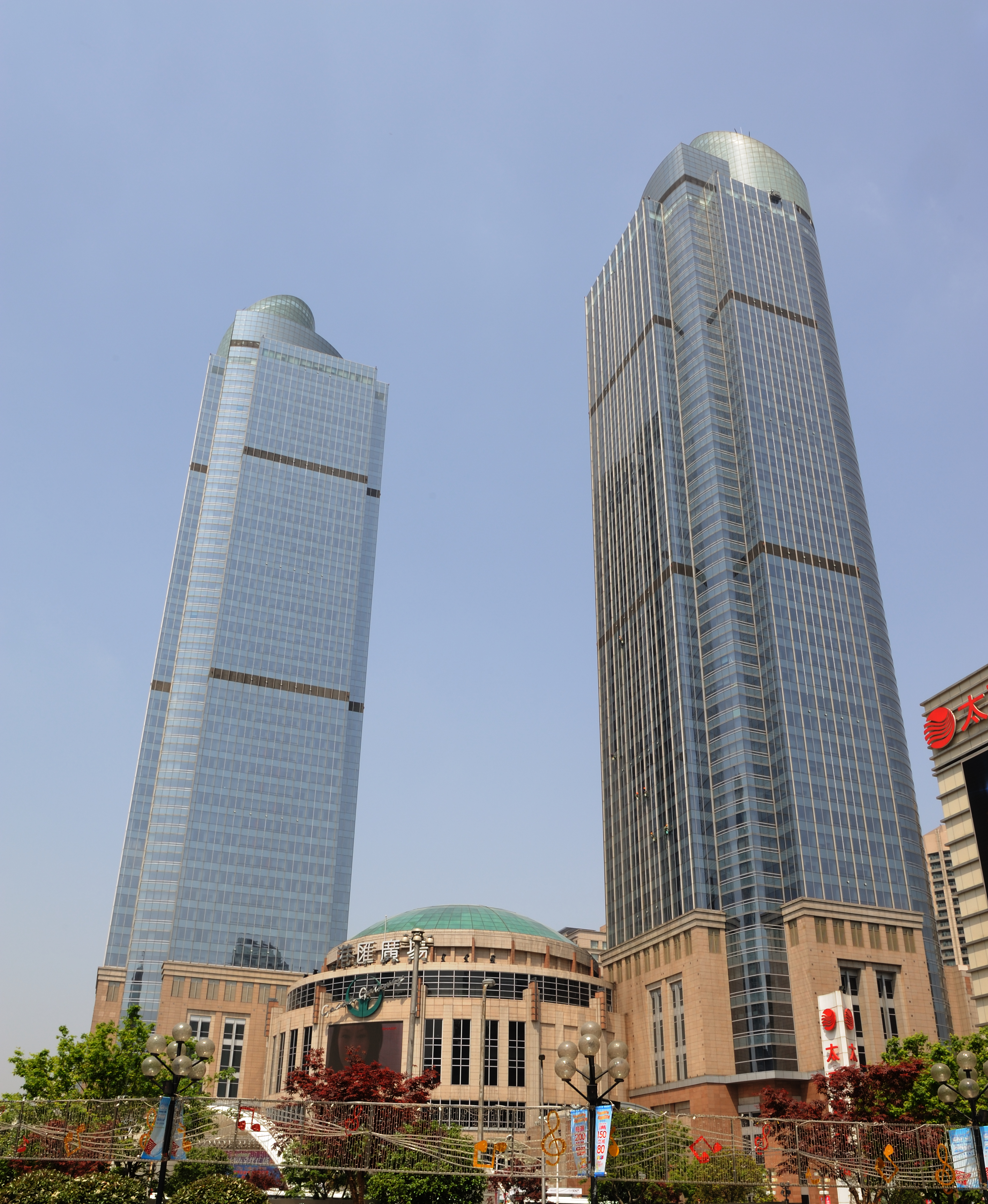

강후이헝룽광장(중국어: 港匯恒隆廣場) 또는 그랜드 게이트웨이 상하이(Grand Gateway Shanghai)는 중국 상하이시 쉬자후이 지역에 있는 두 개의 동일한 고층 빌딩으로 구성된 사무실 단지이다. 강후이광장이라고도 한다. 2005년에 완공되었다.

## 같이 보기
- 상하이시의 마천루 목록